# Cocorná
Cocorná là một khu tự quản thuộc tỉnh Antioquia, Colombia. Thủ phủ của khu tự quản Cocorná đóng tại Cocorná Khu tự quản Cocorná có diện tích 210 ki lô mét vuông. Đến thời điểm ngày 28 tháng 5 năm 2005, khu tự quản Cocorná có dân số 19479 người.